# 52e division (armée impériale japonaise)
Pour les articles homonymes, voir 52e division.
La 52e division (第52師団, Dai-go-jū-ni shidan) est une unité d'infanterie de l'armée impériale japonaise durant la Seconde Guerre mondiale. Son nom de code est Division Chêne (柏兵団, Kashiwa -heidan). Elle est créée le 10 juillet 1940 à Kanazawa en même temps que les 51e, 54e, 55e, 56e, et 57e divisions. Son quartier-général est le même que celui de la 9e division et elle recrute dans les préfecture d'Ishikawa, de Toyama et de Nagano.
La 52e division est une unité provisoire, destinée à former des sous-unités utilisables par d'autres unités militaires, plutôt que d'être utilisée elle-même. En particulier, le 16e régiment d'artillerie de montagne et le 52e régiment de cavalerie en sont détachés en octobre 1943. La division est renommée « District de mobilisation de Kanazawa » en 1941 (à ne pas confondre avec le « Commandement du district de mobilisation de Kanazawa » formé en 1945).
En janvier 1944, la 52e division est réformée en tant que division de la marine, absorbant les unités d'artillerie et de génie dans ses régiments d'infanterie, et est envoyée aux îles Truk pour être incorporée dans la 31e armée formée le 18 février 1944. Étant donné que les Alliés ignorent le centre d'approvisionnement japonais de Truk, la 52e division ne voit pas beaucoup d'action mais est légèrement bombardée pendant l'opération Hailstone.